# William Emerson
William Emerson (Hurworth-on-Tees, 14 maggio 1701 – Hurworth-on-Tees, 20 maggio 1782) è stato un matematico inglese.
Era figlio di Dudley Emerson e si dedicò allo studio solitario, spesso nella sua proprietà "Castle Gate" vicino a Eastgate.

## Opere

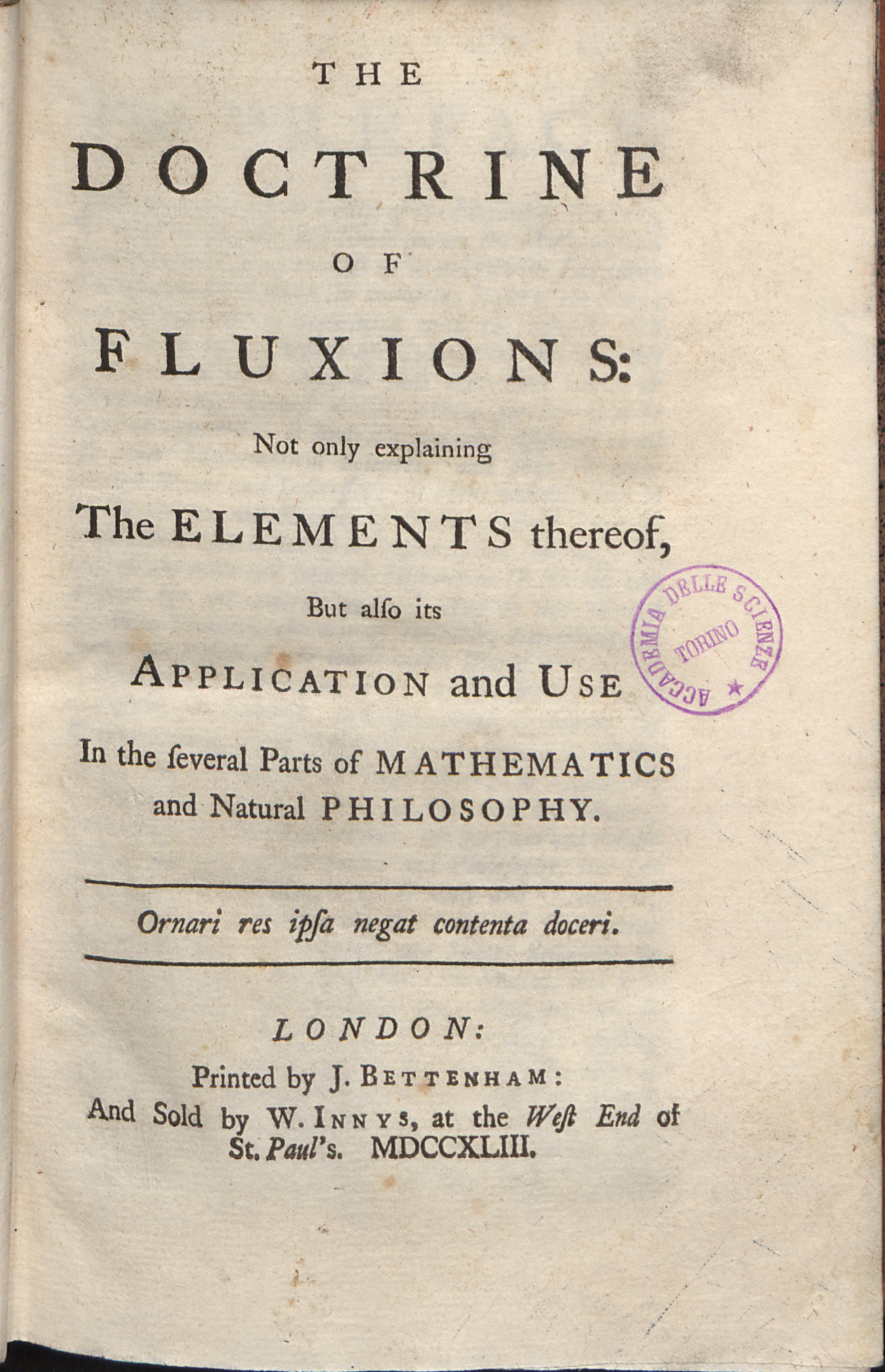
Doctrine of fluxions, 1743

- (EN) William Emerson, Doctrine of fluxions, London, William Innys, Jacob Bettenham, 1743. URL consultato il 25 giugno 2015.